# Miquel Viladrich i Vila
Miquel Viladrich i Vila   (Torrelameu, 28 de març de 1887 - Buenos Aires, 5 de juliol de 1956) fou un pintor català. La seva pintura és figurativa, d'un ingenuïsme volgut i refinat i sovint amb temàtica popular.

## Biografia
En l'òrbita de l'anomenat simbolisme decadentista espanyol destaca la figura del pintor Miquel Viladrich, un els grans protagonistes de l'anomenada tradició pictòrica lleidatana. Nascut el 1887, de jove es relacionà amb el grup dels anomenats Heptantropos — grup heterodox i bohemi encapçalat per Paco Mercé—i col·laborà a les planes de les revistes satíriques Lo gat de famades i Poticracia. Becat per la Diputació de Lleida, començà la carrera d'arquitectura a Barcelona, que alternà amb la seva formació artística, tot i que aviat es decantà definitivament per la pintura. El 1907 es traslladà a Madrid, on conegué el dibuixant Lluís Bagaria i el que seria el seu company inseparable, l'escultor Julio Antonio. Ben aviat participaria de les tertúlies del Nuevo Café Levante, cenacle de la generació simbolista peninsular promoguda per Ricardo Baroja i Ramón María del Valle-Inclán i establiria relacions fecundes amb importants noms de la literatura i del pensament espanyol com Ramón Gómez de la Serna o Pérez de Ayala.
El 1913 marxà a París i entrà en contacte amb el pintor Anglada Camarasa i amb el mecenes Milton Huntington, fundador de la Hispanic Society of America (Nova York), el principal centre difusor de la figura i l'obra de Viladrich arreu dels Estats Units. El seu treball, a mig camí entre el costumisme i l'estètica pròpia del simbolisme, és el resultat d'un afany viatger i d'una sorprenent capacitat d'impregnar la seva pintura dels diferents trets locals.
A finals del 1914 es va instal·lar al castell de Fraga, cedit per l'ajuntament per a instal·lar-hi un museu, on va arribar acompanyat del seu germà Víctor, el periodista de L'Ideal Antoni Puch i Ferrer, i l'escriptor Ricard Palacín i Soldevila, entre d'altres. Durant el temps que hi ha viure, en va reflectir diversos aspectes de l'antropologia i el folklore, com la ceràmica. També va pintar un mural al castell, així com un altre a l'Escala Negra de la Casa de la Ciutat de Barcelona (1928). Passà tota la Guerra Civil a Barcelona fins al 1940, quan marxà cap a l'Argentina per a instal·lar-s'hi definitivament fins a la seva mort.

## Obres
Al Museu de la Hispanic Society of America de Nova York s'hi troben al voltant d'uns 40. També es conserva obra seva al Museu d'Art Jaume Morera, com la pintura a l'oli Zapatero moro (1933) o Les Hermètiques (1909).

## Exposicions destacades
- Viladrich. Primitiu i perdurable (del 28 de juny al 28 d'octubre del 2007), Museu d'Art Jaume Morera.[6]